# Pont Eads
Le pont Eads est un pont routier (4 voies) et ferroviaire (2 lignes de métro) franchissant le Mississippi, de Saint-Louis, dans le Missouri, à East Saint Louis dans l'Illinois, aux États-Unis. Commencé en 1867 et inauguré le 4 juillet 1874, il se distingue par le record de portée qu'il établit (3 arches de 158,5 m de portée chacune) et par l'usage de l'acier, encore jamais utilisé sur une construction de cette ampleur. Financé par l'industriel Andrew Carnegie, ce dernier s'endette pour acheter l'acier nécessaire à la construction de ce pont franchissant le Mississippi qui coupait alors les États-Unis en deux.
Il porte le nom de son inventeur, James Buchanan Eads, qui innove également pendant la construction du pont : il s'agit du premier pont construit totalement en porte-à-faux. L'utilisation de caissons à air comprimé pour creuser les fondations des piles y a été aussi adoptée pour la première fois aux États-Unis.

## Histoire

### Contexte et conception
Le choix de trois grandes arches a été dicté par le mauvais sol sous le fleuve. La fondation de l'une des piles s'enfonce ainsi jusqu'à 35 m sous le lit du fleuve.

### Construction
La mauvaise qualité du sol impose de foncer profondément les fondations des piles, jusqu'à 35 m sous le lit du fleuve pour la plus profonde. Cinq années sont nécessaires pour les mener à bien en utilisant pour la première fois aux États-Unis, la technique des caissons à air comprimé. Mais cette technique, encore mal maîtrisée, provoqua, sur les 600 ouvriers employés au fond, 119 cas sérieux de « maladie des caissons » et 15 morts,,.
Le constructeur souhaitant utiliser le meilleur acier alors connu, il lui est proposé d'utiliser un acier allié au chrome. Or Eads ignore que le chrome, beaucoup plus oxydable que le carbone, disparait pendant l'affinage si des précautions spécifiques ne sont pas prises. Ainsi, il a fallu reconnaître que, contrairement à ce que les fournisseurs prétendaient, l'acier du pont ne contient aucun chrome,.
Les maçonneries sont montées de 1871 à 1873, et la superstructure, commencée en mars 1873, fut achevée en juin 1874, non sans que le raccordement des arcs ait posé de problèmes. Le pont est ouvert à la circulation le 4 juillet 1874. De 22 000 000 F prévu au devis initial, le coût était passé à 33 600 000 F.

### Mise en service
Après qu'une locomotive ait testé son poids, Andrew Carnegie réussit un grand coup de publicité en utilisant un éléphant qui traverse avec succès son pont, l'animal étant réputé avoir l'instinct de ne pas s'aventurer sur un pont qui ne supporterait pas son poids.

## Le pont dans la culture

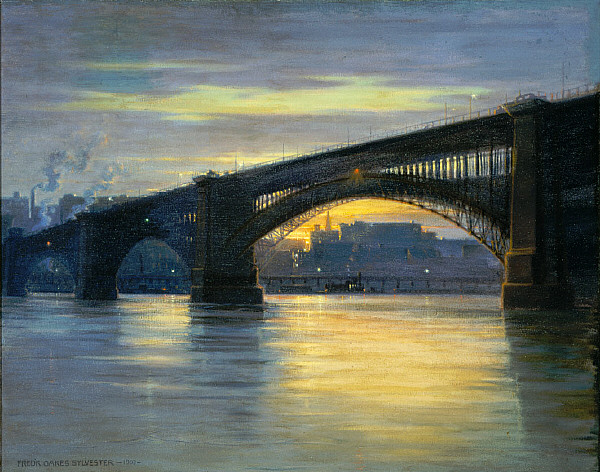
Frederick Oakes Sylvester, The Bridge, 1903, Musée d'Art de Saint-Louis

Le pont Eads est l'objet central de l'intrigue du cent-deuxième album des aventures de Lucky Luke, le Pont sur le Mississipi, dans laquelle le héros Lucky Luke vient prêter main-forte à James B. Eads pour la construction du pont.